# Brakved
Brakved (Rhamnus frangula) är en brakvedsväxtart. Rhamnus frangula ingår i släktet getaplar, och familjen brakvedsväxter. Brakved är ett litet träd eller buske med smärt stam, vanligen av 2–3 meters höjd, någon gång dubbelt högre. Brakved är värdväxt för citronfjärilens larver.

## Underarter
Arten delas in i följande underarter:
- R. f. baetica
- R. f. frangula
- R. f. pontica
- R. f. saxatilis
- R. f. sphagnicola

## Beskrivning
Kronan är gles, grenar och kvistar långa, fina och böjliga, bladen platta, tunna och mjuka. Allt detta är kännetecknen för en skuggälskande buske som kan växa under större träd och alltså finns inne i skogen, se biotop.
Brakveden har 5-taliga, tvåkönade blommor med gulvita, tämligen stora foderblad, men mycket små, kapuschongformade kronblad, och ståndarna motsatta kronbladen. Blomningen börjar under försommaren och fortsätter under hela vegetationstiden. Mogna och omogna frukter (stenbär) ses därför alltjämt bredvid blommorna; fruktfärgen är först röd, sedan svart. De två fruktrummen är enfröiga. Frukten är giftig. Giftet är irriterande på magslemhinnorna och ger rödfärgad urin.

## Biotopoch ekologi
Brakveden har sina ståndorter dels på skogsängar och vid skogsbryn, helst på fuktig mark, dels inne i lundar eller skog. Den hittas även på myr.
Arten blommar mellan april och juli (sällsynt augusti) beroende på utbredning.
Brakved är värdväxt för citronfjärilen vars larver äter bladen. Äggen läggs utspridda ett och ett på grenarna. Efter ungefär en vecka kläcks larven som ofta lever och förpuppas på samma kvist som den kläckts.

## Utbredning ochhabitat
Allmänt förekommer arten i tempererade områden av Eurasien samt över Medelhavsöar till norra Afrika. Brakved blev före året 1800 introducerad i Nordamerika. I bergstrakter når arten 1500 meter över havet.
Buskens utbredning sträcker sig i Norden ända upp till polcirkelns närhet, dock icke i fjällområdet.

## Användning
- Förkolnad ved används vid tillverkning av svartkrut.

- Barken kan användas för växtfärgning och gör ylle gult eller brunt. Även bär och löv kan användas till färgning.

### Medicinsk användning
Barken av denna växt, "frangulabark" (farmakopéns "Cortex Frangulæ"), var tidigare ett mycket använt medel mot kronisk förstoppning (vanligen som extrakt med vatten).
Inom folkmedicinen används te av bark i blodreningskurer (tillsammans med andra örter, t.ex. brännässla, maskros och enbär) samt mot gall-leverbesvär (tillsammans med andra örter, t. ex. kronärtskocksblad).
Biverkningar vid överdosering kan vara diarréer och buksmärtor. Laxerande örtteer ska inte användas vid tarminflammationer eller för att gå ned i vikt.

## Status
Populationen i Irland hotas av landskapets omvandling till jordbruksmark och genom bruk av torv. På Iberiska halvön hotar längre tider med torka beståndet. I andra regioner av Europa ökar populationen. Brakved hittas i flera Natura 2000 områden. IUCN listar arten som livskraftig (LC).

## Synonymer
- Frangula alnus
- Frangula dodonei Ard., 1766
- Frangula nigra Samp., 1913
- Frangula vulgaris Rchb., 1832 nom. illeg.
- Rhamnus alnoides Gray, 1821  nom. illeg.
- Rhamnus nemoralis Salisb., 1796 nom. illeg.
- Rhamnus sanguinea Ortega, 1800

## Dialektala namn
- Brake [7]
- Brakebuske [7]
- Bråkbuske
- Brågon
- Gulbark (p.g.a. egenskap att färga gult vid växtfärgning)
- Toste
- Tröske
- Tröste

## Bilder

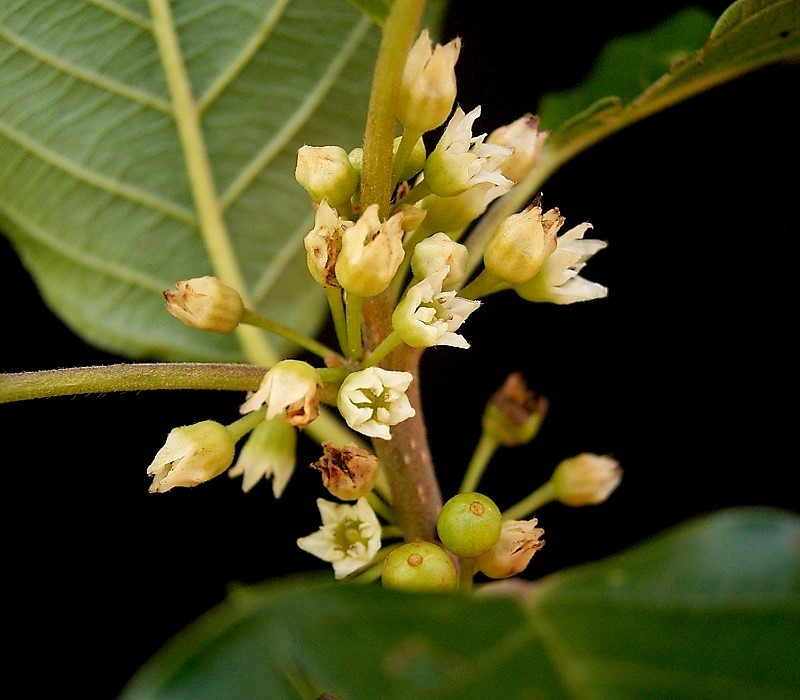
Blommor.
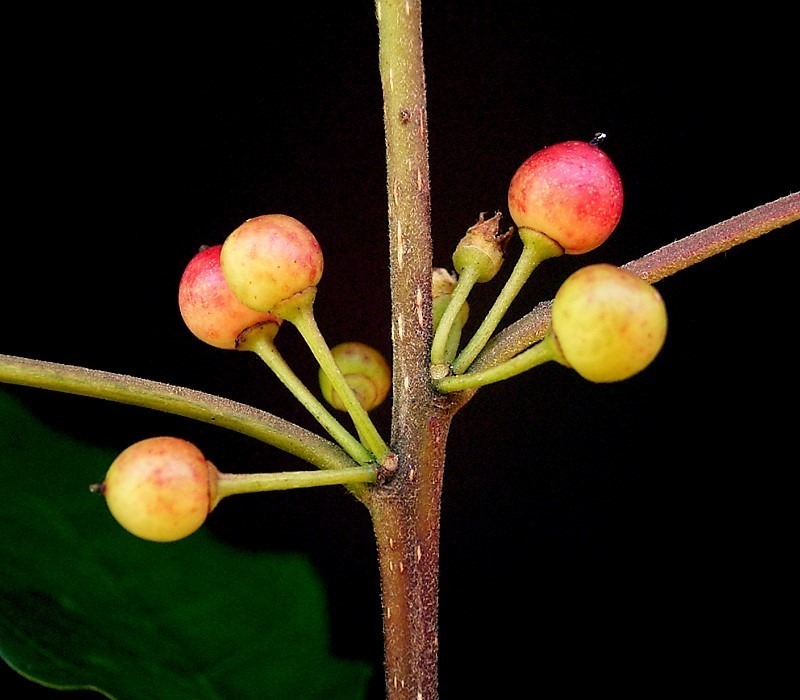
Omogna bär.
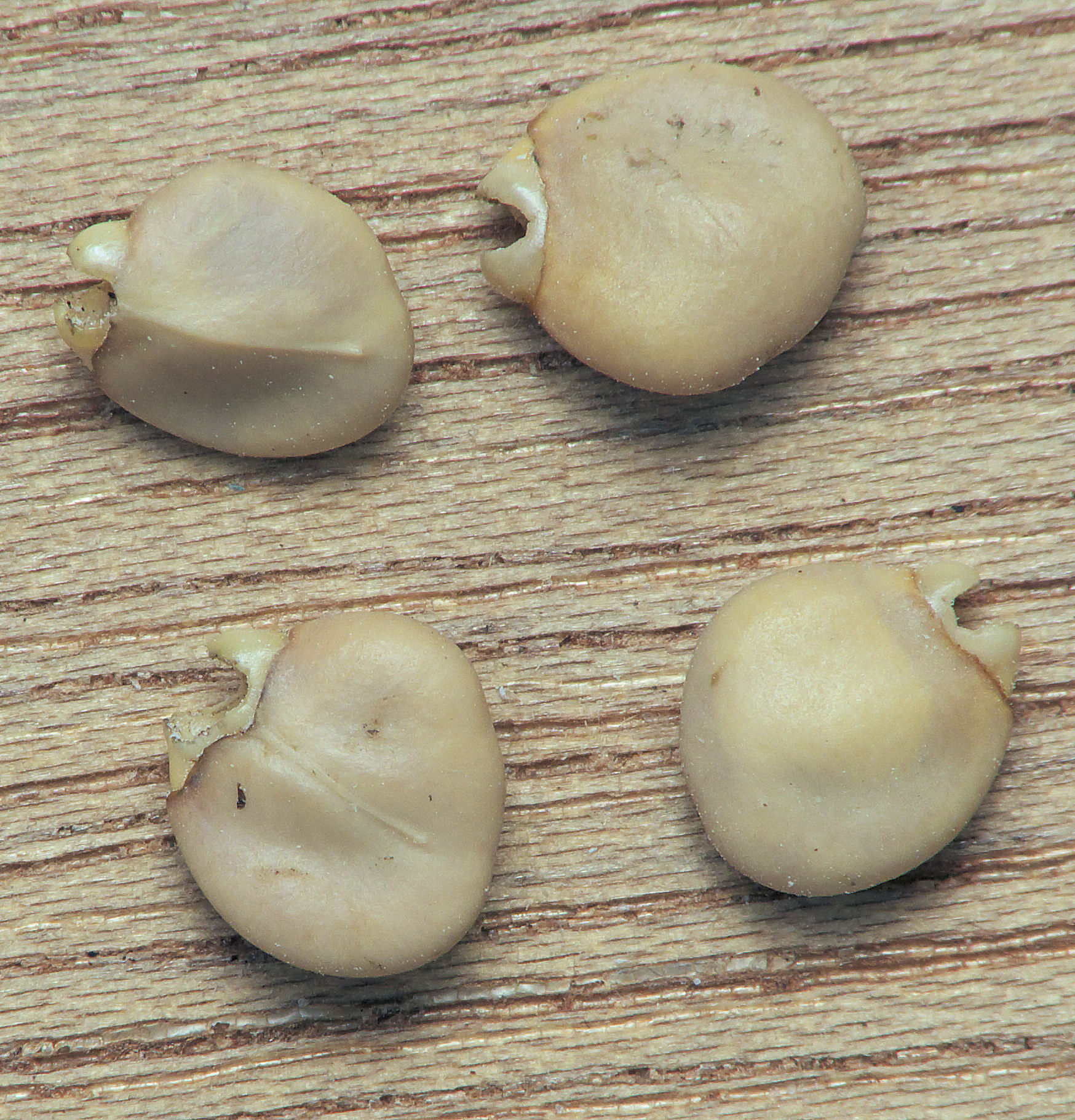
Frön.